# Stefano Landi
Pour les articles homonymes, voir Landi.
Œuvres principales
- La morte d'Orfeo
- Il Sant'Alessio

Stefano Landi, baptisé à Rome le 26 février 1587 et mort dans la même ville le 28 octobre 1639, est un compositeur baroque italien du XVIIe siècle. Au service, à Padoue puis à Rome, des grandes familles italiennes telles que les Borghese et les Barberini, le compositeur et chanteur écrit de nombreuses arias et notamment deux opéras. Chargé de la responsabilité de plusieurs chapelles et de l'écriture de la musique pour des événements festifs de la noblesse, il poursuit également un cheminement vers la prêtrise.

## Biographie
Né à Rome en février 1587 et baptisé le 26, Stefano Landi étudie à partir de 1595 au Collegio Germanico de la ville — où il est soprano —. Il prend les ordres mineurs en 1599 et entre au Séminaire romain en 1602 sous l'impulsion du cardinal Bartolomeo et du duc Federico. Il y étudie la rhétorique et la philosophie et travaille avec le maestro di cappella Agostino Agazzari[réf. souhaitée]. Il défend se thèse de philosophie et termine ses études en 1607.
Il obtient une fonction d'organiste à la basilique Sainte-Marie-du-Trastevere à partir de 1610 et dirige, à partir de l'année suivante, les chanteurs de l'église Santissimo Crocifisso. Il est maître de chapelle à l'église Notre-Dame de la Consolation entre 1614 et 1617. La première publication de Stefano Landi date de 1616, un motet à trois voix, dans une anthologie de l'éditeur Fabio Costantini.
Le compositeur se déplace pour quelque temps dans le nord de l'Italie où devient maître de chapelle à Padoue en 1618[réf. souhaitée], juste après avoir publié la même année, à Venise, un livre de madrigaux à cinq voix, sous la patronage de Marco Cornaro (it), évêque de Padoue. Il écrit l'année suivante son premier opéra, La morte d'Orfeo, qu'il dédicace au clerc Alessandro Mattei, proche de Paul V de la famille Borghese, probablement créé à Venise. Ces expériences à Venise et à Padoue lui permettent de développer son style singulier, plus près de l'école vénitienne novatrice que du conservatisme musical en vigueur à Rome[réf. souhaitée]. Il revient à Rome à l'été 1620 et entre au service du prince Paolo Savelli (it), duc d'Albano, jusqu'en 1622. Dans les années qui suivent, va travailler d'abord au service de la famille Borghese, puis du cardinal Maurice de Savoie, dans lequel il reste de nombreuses années malgré sa présence à Rome, et de la famille Barberini.
En octobre 1622, par le biais de Grégoire XV, Stefano Landi est nommé servitore du neveu du pape le cardinal Ludovico Ludovisi, certainement en vue des festivités du carnaval de Rome de 1623, puis, sous Urbain VIII, officie à la chapelle basilique Proces et Martinien de Rome en tant que clerc et recteur depuis 1624 jusque sa mort. En même temps que ses services à la basilique Saint-Pierre de Rome, le compositeur est maître de chapelle l'église Santa Maria ai Monti à partir de 1624.
Le cousin de Stefano Landi, Fabio, étudie avec lui et devient par la suite harpiste à la cour des Médicis, et son élève Angelo Ferrotti rejoint la maison de Maurice de Savoie, où il chante les airs composé par son maître. Par la suite, le compositeur Stefano Landi est ordonné sous-diacre en 1629 et entre à la chapelle Sixtine en tant que contralto dans le chœur pontifical en novembre de cette année. C'est à cette période qu'il rentre définitivement dans les cercles de la famille Barberini. Pendant plusieurs années, il sert comme musicien et comme compositeur les Barberini, surtout pour les festivités et les mariages, en plus de ses obligations cléricales et de maître de chapelle. Pour remercier la famille de son soutien, il compose son drame sacré Il Sant'Alessio en 1631 sur un livret de Giulio Rospigliosi, futur Clément IX, représenté en tant que spectacle inaugural du Teatro delle Quattro Fontane (en) de Rome en 1632 ou 1633.
Pendant cette période romaine, il écrit surtout des œuvres de musique sacrée dans le style de la seconda pratiqua, opposée, parce que plus moderne, à la prima pratica, dont le maître demeure Palestrina[réf. souhaitée]. Il forme pour le compte de la famille Barberini plusieurs élèves musiciens contre rémunération, dont Girolamo Zampetti. En 1633, Stefano Landi est ordonné diacre, au même moment où Francesco Barberini devient archevêque de la basilique Saint-Pierre.
En 1635, il commence à souffrir d'une maladie chronique qui l'oblige à quitter ses fonctions auprès de la famille Barberini. Il rassemble ses compositions et fait publier entre novembre 1637 et août 1639 les cinq derniers de ses neufs ouvrages d'arias et meurt le 28 octobre 1639 à Rome. Sa dépouille repose à la Chiesa Nuova.

## Œuvres
Stefano Landi a composé neufs livres d'airs (arias), mais aussi des madrigaux, psaumes, messes, motets, répons, un Magnificat, ainsi que des opéras dont La morte d'Orfeo, op. 2, composé en 1619, qui est un opéra (tragi-comédie) au librettiste inconnu qui s'intéresse non pas au premier épisode de la vie du héros, avec la descente aux enfers pour chercher Eurydice, mais au second, sa mort tragique aux mains des Bacchantes. Les circonstances de la création de cet ouvrage (peut-être à Venise) restent inconnues ainsi que les raisons qui poussèrent Landi à composer un opéra.
Il Sant'Alessio, sur la vie d'Alexis de Rome, est un drame sacré composé en 1631, remanié en 1632 et en 1634, sur un livret du cardinal Giulio Rospigliosi, qui devait être élevé en 1667 à la dignité papale sous le nom de Clément IX. Cet ouvrage assure une très bonne réputation au compositeur. C'est une commande de la famille Barberini, soit du pape lui-même, Urbain VIII (Maffeo Barberini, 1568-1644, régnant de 1623 à 1644), soit de son frère, le cardinal Antonio Barberini, seniore (1569-1646), soit de leurs deux neveux, les cardinaux Francesco Barberini, seniore (1597-1679), Secrétaire d'État du pape, son oncle, dès 1623, et Antonio Barberini, iuniore (1607-1671), ce dernier étant le commanditaire le plus probable, puisque l'œuvre est créée à Rome entre le , dans l'un des palais de la famille Barberini, probablement au Palazzo Barberini ai Giubbonari (pt) (plutôt qu'au Palazzo Barberini alle Quattro Fontane, dont la construction, débutée en 1627, n'a été achevée par Le Bernin, qu'en 1633, bien qu'il existe un témoignage d'une représentation en ce lieu le 17 et le 23 février 1632). Une vraie première, antérieure à ces reprises de 1632, semble avoir déjà eu lieu le 2 mars 1631. Lors de ces représentations ont chanté les castrats Angelo Ferroti, dans le rôle-titre et, dans celui de Sposa (l'épouse d'Alexis), le tout jeune Marc'Antonio Pasqualini (1614-1691, un protégé du cardinal Antonio Barberini, iuniore, dès l'âge de 15 ans, en 1629, puis dès janvier 1631, à 17 ans, comme choriste de la Cappella musicale pontificia sistina, le Choeur de la Chapelle Sixtine, dont il deviendra maître de chapelle en 1655). L'opéra fut remanié et repris en 1634 avec des décors du Bernin, cette fois-ci bien sûr au Palazzo Barberini alle Quattro Fontane, et donné ensuite tel quel à plusieurs reprises en Italie jusqu'en 1647.
L'œuvre de Stefano Landi fait l'objet d'une redécouverte au xxe siècle via l'enregistrements de ses ouvrages, en particulier ses opéras et Il Sant'Alessio, qui attendit le XXe siècle pour faire sa réapparition à Salzbourg en 1977, dans une mise en scène de Jean-Pierre Ponnelle, direction de Peter Maag. Une nouvelle production de l'ouvrage est mené par William Christie avec Les Arts Florissants à Caen en 2007. Une production ambitieuse avec uniquement des voix d'homme, réalisée par le spécialiste du théâtre baroque Benjamin Lazar et dirigée par William Christie, avec Les Arts Florissants et la Maîtrise de Caen, a été donnée en première au Théâtre de Caen, le 16 octobre 2007. Cette production, fort applaudie, comprenait pas moins de huit contreténors, dont Philippe Jaroussky dans le rôle de Sant'Alessio et Max Emanuel Cenčić dans le rôle de l'Épouse. Un enregistrement vidéo en a été réalisé en public et diffusée sur France 3 le 18 octobre 2007. Un double DVD de 162 minutes est paru en 2008 chez Virgin Classics comme coproduction entre France 3 Normandie, le Théâtre de Caen, Les Arts Florissants, François Roussillon et Associés. La production est rejouée en 2008 au théâtre des Champs-Élysées puis à Nancy et enfin au Luxembourg.